# Христофоровка (Покровский район)
Христофоровка (укр. Христофорівка; до 2016 года — Коммунаровка, укр. Комунарівка) — село в Андреевском сельском совете Покровского района Днепропетровской области Украины.
Код КОАТУУ — 1224281205. Население по переписи 2001 года составляло 92 человека.

## Географическое положение
Село Христофоровка находится на расстоянии в 0,5 км от села Бойково (Новониколаевский район) и в 1,5 км от пгт Терноватое (Новониколаевский район). По селу протекает пересыхающий ручей с запрудой.
Рядом проходит железная дорога, станция Гайчур в 2-х км.

## История
- 1920 — дата основания.
- В 1946 г. хутор Двор №1 переименован в Коммунаровку[2].